# Centre-ville de Gatineau
Le centre-ville de Gatineau, plus connu sous le nom du Vieux-Hull ou de l'île de Hull, est un quartier de la ville de Gatineau, au Québec. Il fait partie du village urbain du centre-ville. En plus d'être habité par plus de 12 000 habitants, le Vieux-Hull est le centre administratif de la ville. Plusieurs immeubles du gouvernement fédéral s'y trouvent ainsi que provinciale et municipale dont la Maison du citoyen (l'hôtel de ville). 